# Echt Waar?!
Echt waar?! is een Nederlands televisieprogramma dat tussen 2010 en 2015 werd uitgezonden door RTL 4, en sinds 2019 door SBS6. De presentatie was tot 2012 in handen van Jack Spijkerman. In 2015 werd hij opgevolgd door Jamai Loman en sinds 2019, vanwege de overname door SBS6, door Jan Versteegh.
De presentator van het programma wordt bijgestaan door twee comedians die elk op een vraag hun eigen versie van het verhaal geven in de hoop zoveel mogelijk mensen uit het publiek hun verhaal te laten geloven, ook al is een verhaal totale onzin. Toen het programma op RTL 4 werd uitgezonden, waren Ruben van der Meer en Tijl Beckand de vaste comedians (2010 tot 2015). Sinds de overname door SBS6 zijn zij vervangen door Leo Alkemade en Soundos El Ahmadi.
In seizoen 1 was Marlous Dirks de assistente van het programma. In seizoen 2 tot 4 was ex-playmate Carlijn Carter als assistente te zien, en in seizoen 5 en 6 was Hester Winkel de vaste assistente.

## Oude opzet (Jack Spijkerman)
Het publiek, bestaande uit honderd personen, begint met 10.000 euro. Ze moeten dit verdelen. Dat is dus honderd euro per persoon. Na elke vraag vallen de mensen die het verkeerde antwoord gaven af. Het bedrag wordt dan verdeeld onder de overgebleven personen (naar beneden afgerond). Als iedereen weg is gespeeld, gaat er 2.500 euro van de 10.000 euro af en mogen alle honderd personen weer meedoen. De 2.500 euro is dan voor Ruben en Tijl. Zij hebben meermalen aangegeven dat ze dat geld schenken aan een goed doel. De personen die aan het einde van het programma over zijn, mogen het bedrag dat op dat moment nog in het spel is, verdelen.

## Nieuwe opzet (Jamai Loman)
Het publiek is verdeeld in twee vakken met in totaal 100 personen. Ieder vak heeft een teamcaptain en dit is iedere week een andere bekende Nederlander. Het publiek en de teamcaptains moeten raden of Tijl of Ruben de waarheid spreekt. Elk persoon uit het publiek die het antwoord goed heeft verdient 1 punt. Heeft de teamcaptain het antwoord ook goed, dan worden de punten verdubbeld. Het vak dat aan het eind van de aflevering de meeste punten heeft wint. Ieder persoon uit dat vak ontvangt een prijs, bijvoorbeeld een HD-camera.

## Verhuizing van RTL 4 naar SBS6
Door de overname van SBS door Talpa verhuisde het programma van RTL 4 naar SBS6. Het programma maakte op 7 september 2019 zijn comeback, ditmaal met Jan Versteegh als presentator, en Leo Alkemade en Soundos El Ahmadi als comedians. Dit seizoen bestond oorspronkelijk uit 6 afleveringen, maar op 11 september 2019 maakte Soundos bekend dat er twee extra afleveringen werden opgenomen.

## Afleveringen

### Seizoen 1
| Aflevering nr. | Datum         | Kijkcijfers | Eindresultaat      | BN'er                |
| -------------- | ------------- | ----------- | ------------------ | -------------------- |
| 01             | 27 maart 2010 | 1.777.000   | 100 x €75 = €7.500 | Loretta Schrijver    |
| 02             | 3 april 2010  | 1.739.000   | 7 x €1071 = €7.497 | Maik de Boer         |
| 03             | 10 april 2010 | 1.731.000*  | 100 x €75 = €7.500 | Jeroen van der Boom  |
| 04             | 17 april 2010 | 1.670.000   | 50 x €150 = €7.500 | Leontine Borsato     |
| 05             | 24 april 2010 | 1.589.000   | 100 x €75 = €7.500 | Gordon               |
| 06             | 1 mei 2010    | 1.289.000   | 100 x €75 = €7.500 | Dennis van der Geest |
| 07             | 8 mei 2010    | 1.047.000   | 48 x €156 = €7.488 | Lieke van Lexmond    |
| 08             | 15 mei 2010   | 1.182.000   | 44 x €170 = €7.480 | Stacey Rookhuizen    |
| 09             | 22 mei 2010   | 759.000     | 40 x €187 = €7.480 | Robert ten Brink     |

### Seizoen 2
| Aflevering nr. | Datum             | Kijkcijfers | Eindresultaat       | BN'er                   |
| -------------- | ----------------- | ----------- | ------------------- | ----------------------- |
| 01             | 11 september 2010 | 822.000     | 8 x €937 = €7.496   | geen                    |
| 02             | 18 september 2010 | 1.040.000   | 48 x €156 = €7.488  | Marijke Helwegen        |
| 03             | 25 september 2010 | 907.000     | 9 x €833 = €7497    | Jacques Herb            |
| 04             | 2 oktober 2010    | 1.282.000   | 32 x €234 = €7.488  | geen                    |
| 05             | 9 oktober 2010    | 1.309.000   | 100 x 75 = €7.500   | Bep (Benidorm Bastards) |
| 06             | 16 oktober 2010   | 1.306.000   | 2 x €3.750 = €7.500 | geen                    |
| 07             | 23 oktober 2010   | 1.484.000   | 6 x €1.250 = €7.500 | geen                    |
| 08             | 30 oktober 2010   | 1.352.000 * | 1 x €7.500 = €7.500 | geen                    |

- * = zonder uitgesteld kijken

### Seizoen 3
| Aflevering nr. | Datum         | Kijkcijfers | Eindresultaat      | BN'er |
| -------------- | ------------- | ----------- | ------------------ | ----- |
| 01             | 2 april 2011  | 1.272.000   | 3 x €2500 = €7.500 | geen  |
| 02             | 9 april 2011  | 1.086.000   | 15 x €500 = €7.500 | geen  |
| 03             | 16 april 2011 | 1.405.000   | 14 x €535 = €7.490 | geen  |
| 04             | 23 april 2011 | 1.005.000   | 12 x €625 = €7.500 | geen  |
| 05             | 30 april 2011 | 1.313.000   | 100 x €75 = €7.500 | geen  |
| 06             | 7 mei 2011    | 1.220.000   | 100 x €75 = €7.500 | geen  |
| 07             | 14 mei 2011   | 1.169.000   | 21 x €357 = €7.497 | geen  |

### Seizoen 4
| Aflevering nr. | Datum             | Kijkcijfers | Eindresultaat         | BN'er                            |
| -------------- | ----------------- | ----------- | --------------------- | -------------------------------- |
| 01             | 20 augustus 2011  | 696.000     | 1 x €7.500 = €7.500   | Lonny Gerungan                   |
| 02             | 27 augustus 2011  | 916.000     | 8 x €937 = €7.496     | Lonny Gerungan en Pierre Kartner |
| 03*            | 3 september 2011  | 851.000     | 36 x €208 = €7.488    | geen                             |
| 04**           | 10 september 2011 | 666.000     | 1 x €10.000 = €10.000 | geen                             |
| 05             | 17 september 2011 | 690.000     | 1 x €7.500 = €7.500   | Lonny Gerungan                   |
| 06             | 24 september 2011 | 880.000     | 41 x €182 = €7.462    | Natasja Froger                   |

- * = Tijl Beckand haalde in aflevering 3 een record voor de Guinness World Records. Hij deed dit door zo veel mogelijk eieren op zijn hoofd kapot te laten slaan. Het oude record was 67 eieren, Tijl haalde 70 eieren.[4]
- ** = In aflevering 4 werd voor het eerst €10.000 gewonnen door 1 persoon.

### Seizoen 5
| Aflevering nr. | Datum         | Kijkcijfers | Eindresultaat       | BN'er           |
| -------------- | ------------- | ----------- | ------------------- | --------------- |
| 01             | 14 april 2012 | 1.161.000   | 20 x €375 = €7.500  | Geen            |
| 02             | 21 april 2012 | 1.247.000   | 23 x €326 = €7.498  | Rico Verhoeven  |
| 03             | 28 april 2012 | 1.228.000   | 40 x €125 = €5.000  | Dries Roelvink  |
| 04             | 5 mei 2012    | 1.219.000   | 2 x €3.750 = €7.500 | Christian Farla |
| 05             | 12 mei 2012   | 1.398.000   | 12 x €625 = €7.500  | Corry Konings   |
| 06             | 19 mei 2012   | 859.000     | 9 x €833 = €7.497   | Geen            |
| 07             | 26 mei 2012   | 929.000     | 8 x €937 = €7.496   | Geen            |

### Seizoen 6
| Aflevering nr. | Datum         | Kijkcijfers | Prijs                          | BN'ers                                    |
| -------------- | ------------- | ----------- | ------------------------------ | ----------------------------------------- |
| 01             | 18 april 2015 | 594.000     | HD-camera (team van Dirk)      | Dominique van Hulst en Dirk Zeelenberg    |
| 02             | 25 april 2015 | 1.212.000   | HD-camera (team van Marlijn)   | Marlijn Weerdenburg en Nicolette Kluijver |
| 03             | 2 mei 2015    | 1.012.000   | HD-camera (team van Fatima)    | Tim Douwsma en Fatima Moreira de Melo     |
| 04             | 9 mei 2015    | 965.000     | HD-camera (team van Dennis)    | Toprak Yalçiner en Dennis Weening         |
| 05             | 16 mei 2015   | 1.127.000   | HD-camera (team van Nicolette) | Ruud Feltkamp en Nicolette van Dam        |
| 06             | 23 mei 2015   | 1.235.000   | HD-camera                      | Patrick Martens en Sofie van den Enk      |